# ريكاردو كاريراس
ريكاردو كاريراس (بالإنجليزية: Ricardo Carreras)‏ (مواليد 8 ديسمبر 1949) هو ملاكم أمريكي، مثّل بلاده في الألعاب الأولمبية الصيفية 1972 وحقق الميدالية البرونزية في فئة وزن البانتام.

## روابط خارجية
ريكاردو كاريراس على موقع أوليمبيديا (الإنجليزية)